# Henrietta Franklin
Henrietta "Netta" Franklin, Henrietta Montagu (Londres, 9 de abril de 1866 - 7 de enero de 1964) fue una educadora y sufragista británica. Apoyó la Unión Educativa Nacional de Padres y las ideas de Charlotte Mason. En 1950 recibió la Orden del Imperio Británico. 

## Biografía
Franklin nació en Londres en 1866 y era hija de Henrietta y Samuel Montagu, primer barón Swaythling. Era la mayor de once hermanos. El negocio familiar era la banca y la filantropía. 
A través de su esposo Ernest Louis Franklin, se relacionó por matrimonio con Rosalind Franklin, descubridora de la estructura del ADN. 
En 1890 conoció a Charlotte Mason en lo que algunos investigaciones consideran la "experiencia inspiradora" de la vida de Franklin. En 1892, había abierto la primera escuela en Londres basada en los principios de Mason. En 1894 Franklin se convirtió en secretaria de la renombrada Unión Educativa Nacional de Padres y Franklin realizó giras de conferencias por las principales ciudades de América, Europa y Sudáfrica. Dedicó su propio dinero a la causa y escribió en su nombre. La biografía de Franklin cita la existencia continua del PNEU para ella.
Su hermana Lily Montagu dirigió un movimiento judío liberal en Gran Bretaña y en febrero de 1902 organizaron la primera reunión de la Unión Religiosa Judía para el Avance del Judaísmo Liberal en la casa de Franklin.
Franklin fue una de las pocas mujeres judías que tuvieron un perfil alto en el movimiento sufragista. En 1912, ayudó a sus suegros Laura y Leonard Franklin a formar la Liga Judía por el Sufragio Femenino, que estaba abierta tanto para miembros masculinos como femeninos. La organización reclamó derechos políticos y religiosos para las mujeres. Se consideró que algunos judíos podrían estar más inclinados a unirse a este grupo que a un grupo no específico de sufragio femenino. También formaron parte del grupo Edith Ayrton, Hugh Franklin, su hermana Lily Montagu e Inez Bensusan. La organización generalmente era moderada pero tenía miembros radicales. Algunos fueron responsables de interrumpir los servicios de la sinagoga para expresar su opinión en 1913 y 1914. Fueron etiquetados como "guardias negros en gorros" por la comunidad judía. Sin embargo, Henrietta logró una mayor aceptación y se convirtió en Presidenta de la Unión Nacional de Sociedades de Sufragio Femenino en 1916.  
En 1950 recibió el reconocimiento de la Orden del Imperio Británico. Franklin murió en 1964 en Londres.

## Reconocimiento póstumo

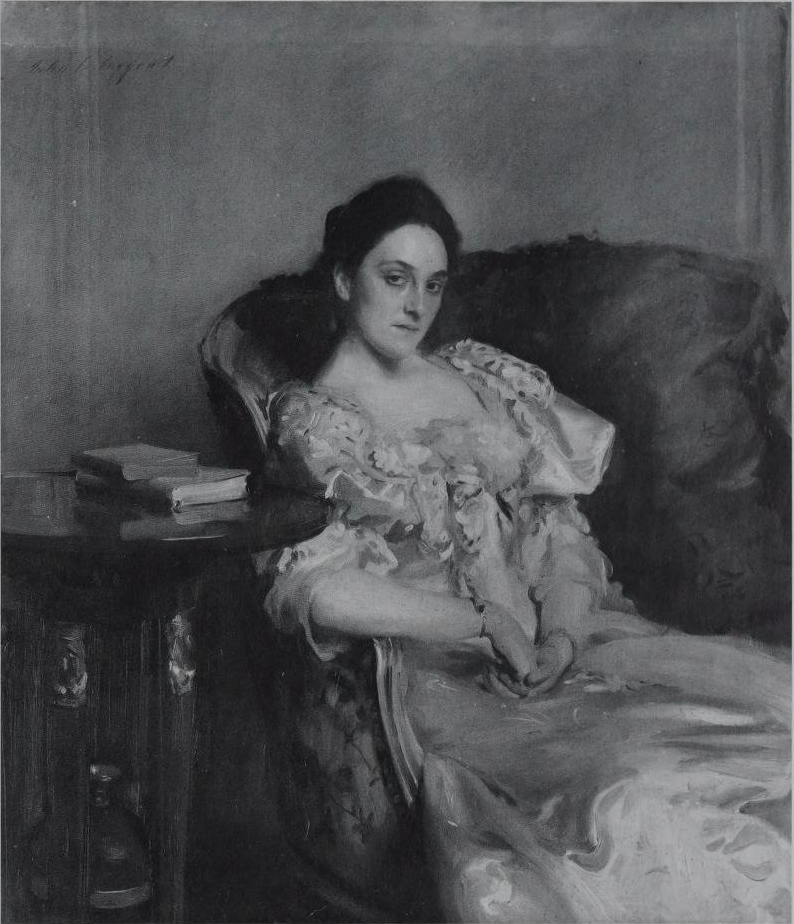
Retrato de Henrietta Franklin

Su nombre e imagen (y los de otras 58 personas que apoyaron el sufragio femenino) están en el pedestal de la estatua de Millicent Fawcett en Parliament Square, Londres, erigida en 2018.